# British European Airways

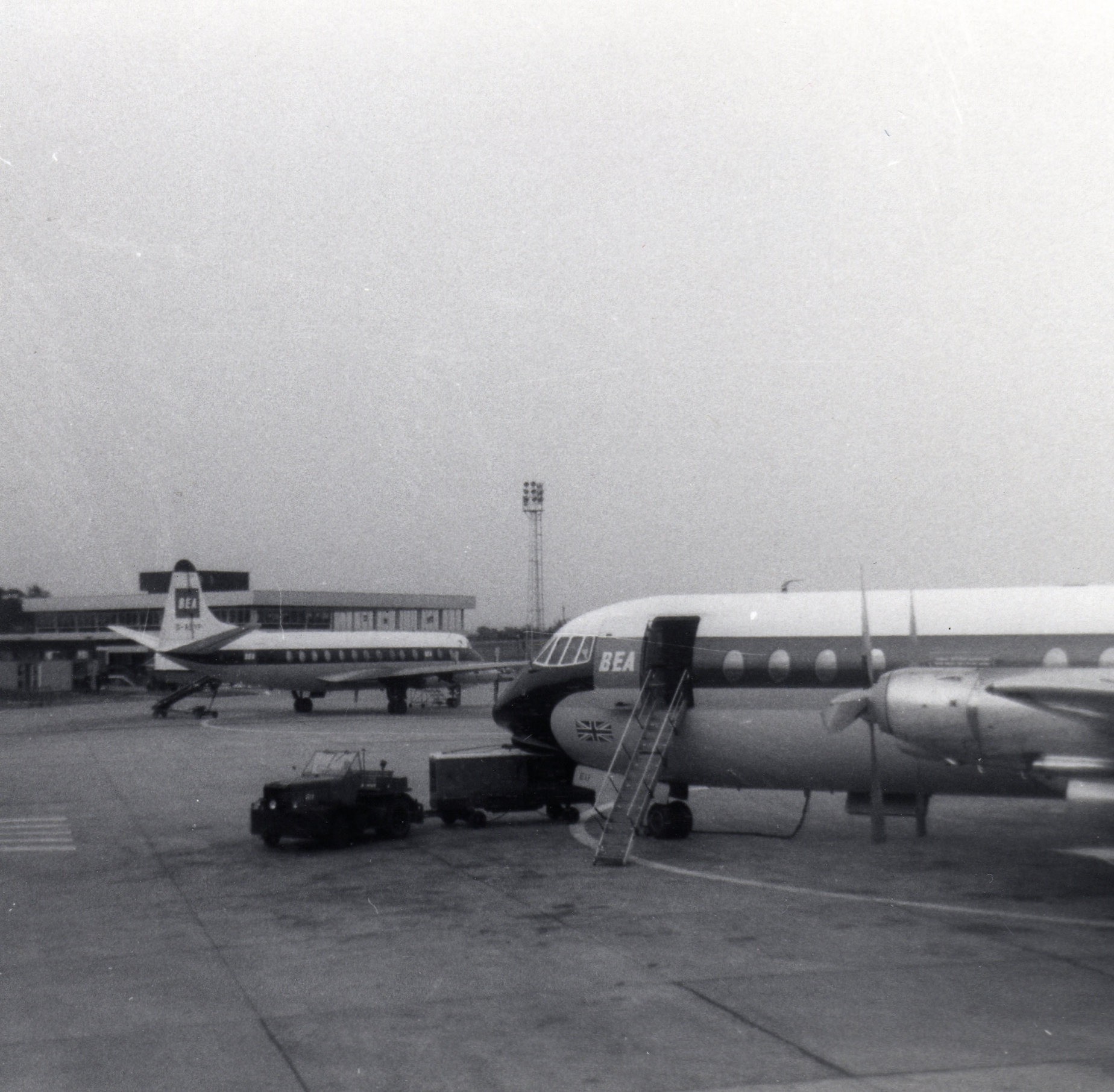
Een BEA Vickers Viscount en Vickers Vanguard toestel op het vliegveld van Belfast

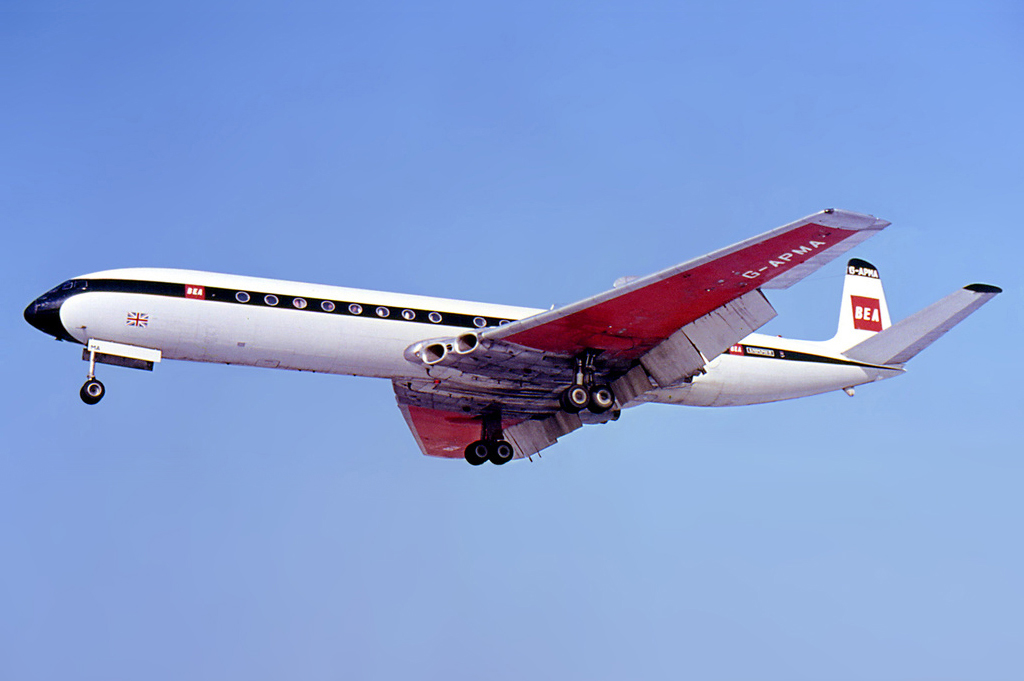
BEA De Havilland Comet

British European Airways (BEA) was een Britse luchtvaartmaatschappij die tussen 1946 en 1974 lijndiensten onderhield binnen het Verenigd Koninkrijk en naar bestemmingen in Europa, Noord-Afrika en het Midden-Oosten.  In 1974 fuseerde het bedrijf met BOAC en vormde het huidige British Airways.

## Geschiedenis
De maatschappij werd officieel op 1 augustus 1946 bij wet opgericht om het vooroorlogse netwerk naar Europese bestemmingen nieuw leven in te blazen. In 1947 werden hier nationale routes aan toegevoegd na het besluit van de regering om diverse onafhankelijke maatschappijen te nationaliseren. Aanvankelijk werd gebruikgemaakt van Londense vliegvelden Croydon en Northolt.
Northolt is nog steeds een basis van de Royal Air Force waar vanaf 1944 vooral transportvliegtuigen gebruik van maakten. Croydon had een gebrek aan ruimte en aan de nieuwe Heathrow werd nog gebouwd waardoor de tijdelijke inzet van Northolt noodzakelijk was. De vloot bestond uit een breed scala van oude en oneconomische toestellen, waaronder voormalige militaire transportvliegtuigen zoals de Junker Ju 52 en aangepaste bommenwerpers voor civiel gebruik. BEA leed grote financiële verliezen in de beginjaren.
Vanaf 1 april 1950 werd het nieuwe Heathrow de basis van BEA. De vluchten werden zeer geleidelijk overgezet van Northolt naar Heathrow en in 1952 was Northolt met 50.000 vliegbewegingen de drukste luchthaven van Europa. De oude vliegtuigen werden vervangen en in 1952 kwam de Airspeed Ambassador bij de vloot, gevolgd door de Vickers Viscount in april 1952. Deze telde aanvankelijk 47 zitplaatsen, maar werd verlengd en kon vanaf 1957 tot 65 passagiers meenemen. De Viscount was een zeer succesvol toestel en meer dan 50 exemplaren vlogen bij BEA. De resultaten gingen omhoog en in 1955 rapporteerde BEA voor het eerst in zijn bestaan een bescheiden winst. Door de toenemende vraag nam de behoefte aan groteren toestellen toe. In maart 1961 kwam de Vickers Vanguard bij de vloot, het eerste toestel met meer dan 100 zitplaatsen. Er werden 20 toestellen van besteld en deze werden succesvol ingezet. De tijd van de propellervliegtuigen raakte op zijn einde, maar drie toestellen hebben tot december 1979 dienst gedaan als vrachtvliegtuig bij British Airways.
In april 1960 werden de eerste De Havilland Comets aan de vloot toegevoegd. Veertien exemplaren werden er aangeschaft. Tien zijn later nog overgegaan naar BEA Airtours, deze heeft ze nog tot 1971 gebruikt voor chartervluchten naar bestemmingen rond de Middellandse Zee. De Comet was het opstapje naar de Hawker Siddeley Trident die het hoofdbestanddeel van de BEA vloot ging uitmaken. In de jaren zestig bereikte BEA de zevende plaats ter wereld qua vervoerde passagiers. BEA wilde ook de Boeing 727 aanschaffen, maar de Britse regering hield dit tegen. Wegens een tekort aan Amerikaanse dollars en om de eigen vliegtuigindustrie te steunen werd aan het verzoek van BEA geen gehoor gegeven. In 1971 en 1972 kwamen er 26 Trident 3B toestellen bij de vloot, deze telde 140 zitplaatsen.
In 1972 werd als gevolg van het Edwards rapport uit 1969 de British Airways Board opgericht. Op 1 september 1972 werd BEA een divisie van de British Airways Group en op 1 april 1974 volgde een volledige fusie met BOAC tot British Airways. In het laatste jaar dat BAE zelfstandig de resultaten presenteerde, dat is 1973/74, vervoerde het 8,5 miljoen passagiers en behaalde een recordwinst van 6,7 miljoen pond sterling, maar dit was exclusief de verliezen van Scottish en Channels Islands Divisions. Op 1 april 1977 werden de IATA-codes BA, BE en BZ samengevoegd tot BA, de vroegere vluchtnummercode van BOAC.

## Ongevallen
Diverse toestellen van BEA zijn verloren gegaan door ongevallen. Twee ongevallen hebben veel aandacht getrokken:
- Op 5 april 1948 botste een BEA Vickers VC.1 Viking met een Jakovlev Jak-3 gevechtsvliegtuig van de luchtmacht van de Sovjet-Unie bij het vliegveld Berlijn-Gatow.[2] Hierbij kwamen aan Britse zijde 10 passagiers en vier bemanningsleden om het leven en ook de Sovjet piloot kwam om.[2]
- Op 6 februari 1958 verongelukte BEA vlucht 609 tijdens de derde poging om op te stijgen van Luchthaven München-Riem.[3] Aan boord van de Airspeed Ambassador was de volledige selectie van voetbalclub Manchester United en een aantal meereizende supporters en journalisten. Van de 44 inzittenden waren er 21 op slag dood, twee anderen overleden later alsnog aan hun verwondingen.

## Naslagwerk
- (en)  Charles Woodley History of British European Airways: 1946-1972 Pen and Sword (2017) ISBN 1473886627